# Scanzoni-Zange
Die Scanzoni-Zange ist ein nach seinem Erfinder Friedrich Wilhelm von Scanzoni benanntes Instrument in der Geburtshilfe und eines von vielen Zangenmodellen. Mit ihr kann man das gleichnamige sogenannte Scanzoni-Manöver ausführen.

## Scanzoni-Manöver
Das Scanzoni-Manöver ist eine Methode zur Zangenentbindung (Zangenextraktion) bei hinterer Hinterhauptslage.
Dem Verfahren liegt die Vorstellung zugrunde, dass die Entwicklung des Kopfes aus regelrechter vorderer Hinterhauptslage einfacher ist.
Die Zange wird dabei zweimal schräg angelegt und der kindliche Kopf unter Zug gedreht.
Damit erreicht man im ersten Schritt zunächst einen tiefen Querstand, der dann im zweiten Schritt in die vordere Hinterhauptslage gebracht und entwickelt wird.

### Vor- und Nachteile
Die Zangenentbindung bei der hinteren Hinterhauptslage bietet aufgrund der besseren Zugkraft im Vergleich zur Vakuumextraktion einen gewissen Vorteil, ist jedoch deutlich schwieriger als diese. Zudem erlaubt die Vakuumextraktion dem Kopf zumeist eine selbständige Rotation.